# Andrew Gregg
Andrew Gregg (ur. 10 czerwca 1755 w Carlisle, zm. 20 maja 1835 w Bellefonte) – amerykański polityk.

## Życiorys
Urodził się 10 czerwca 1755 roku w Carlisle. Uczęszczał do lokalnej szkoły, a następnie do akademii w Newark. W czasach amerykańskiej wojny o niepodległość służył w milicji stanowej Delaware, a następnie był nauczycielem na Uniwersytecie Pensylwanii. W 1783 roku przeniósł się do hrabstwa Dauphin, gdzie zajął się handlem, a sześć lat później osiadł w hrabstwie Bucks, gdzie został rolnikiem. W 1790 roku wygrał wybory do Izby Reprezentantów, w której zasiadał przez osiem kolejnych kadencji. W 1807 zasiadł w Senacie z ramienia Partii Demokratyczno-Republikańskiej. Mandat senatora sprawował do 1813 roku, a przez kilka miesięcy 1809 roku pełnił funkcję przewodniczącego pro tempore. W 1814 roku przeniósł się do Bellefonte, gdzie zajął się bankowością. W latach 1820–1823 zasiadał w legislaturze stanowej, a w 1823 roku bezskutecznie kandydował na gubernatora Pensylwanii. Zmarł 20 maja 1835 roku w Bellefonte (hrabstwo Centre).